# Every Mother's Nightmare
Gli Every Mother's Nightmare sono un gruppo heavy metal fondato a Nashville, Tennessee nel 1987.
Grazie al loro debutto discografico, gli EMN riuscirono ad ottenere buona sponsorizzazione mediatica, risaltando fra le ultime meteore dell'ondata hair metal. Come tutte le formazioni della corrente, declinarono proprio con il sorgere del movimento grunge nei primi anni '90. Il gruppo tornò a far parlare di sé a partire dal 2000, quando una nuova formazione, fronteggiata dall'unico sopravvissuto Rick Ruhl, diede alle stampe una serie di album riprendendo le vecchie sonorità dell'epoca con accenni moderni.

## Storia
Il progetto venne fondato nel 1987 a Nashville, Tennessee da un'idea del cantante Rick Ruhl e del chitarrista Steve Malone. Il bassista Mark McMurtry ed il batterista Jim Phipps abbandonarono l'anno seguente per poi tornare definitivamente nella formazione. Gli EMN infatti non consolidarono la formazione fino al loro ritorno a tempo pieno. Il quartetto cominciò presto a guadagnare una notevole popolarità all'interno della scena musicale di Nashville e Memphis. Nell'aprile del 1989 Clive Davis della Arista Records si recò a Memphis per assistere ad un loro show. Tuttavia quella sera, quando la band con cui suonavano da spalla rifiutò di lasciare loro utilizzare l'apparecchiatura, il gruppo si esibì per Davis privatamente in un magazzino, convincendo il talent-scout a far loro firmare un contratto con la Arista la settimana successiva. Così nel 1990, viene pubblicato l'omonimo Every Mother's Nightmare, prodotto da R. Eli Ball, da cui verranno estratti i singoli "Love Can Make You Blind" e "Walls Come Down". Il disco conteneva anche la reinterpretazione di Charlie Daniels "Long Haired Country Boy". Seguirono diverse date da spalla ai Baton Rouge, Doro, Child's Play e Circus of Power. Inoltre suonarono a diversi show anche in veste di headliner, tra cui uno organizzato in beneficenza alla Memphis Federal State Prison. Nonostante la crescente popolarità, emersero anche delle critiche che li accusavano di essere una "versione povera" dei Mötley Crüe. In ogni caso il successo ottenuto fu sufficiente per convincere la label ad investire sul gruppo nascente, e a dare il via alla composizione del disco successivo assegnando Jim Gaines (Stevie Ray Vaughan, Santana, Journey ed altri) e Kevin Elson (Lynyrd Skynyrd, Journey, Europe, Mr. Big) alla produzione. Wake Up Screaming venne pubblicato nel 1993, e fece emergere le radici southern rock della band. L'album conteneva inoltre la famosa cover di John D. Loudermilk "Tobacco Road" e tre brani composti con la collaborazione del songwriter Jack Ponti (già collaboratore di Bon Jovi, Shark Island e Baton Rouge) assieme al suo collega Vic Pepe. Il brano "Slip and Fall" era una traccia irrealizzata dei Blue Tears che venne pubblicata da questi ultimi solo nel 2005 nella loro raccolta Dancin' on the Back Streets, mentre il brano "If I Had My Way" era una reinterpretazione dell'ex leader degli Autograph Steve Plunkett, tratta dal suo disco solista My Attitude (1991). Inoltre, tra i vari ospiti, figurava il cantante dei Survivor Jim Jamison, nel ruolo di corista. Nonostante la disponibilità dell'etichetta, le tendenze musicali erano in fase di cambiamento con il sopravvento del grunge, ed il gruppò fallì comunque nelle vendite venendo bocciato dalla Arista.
Durante il periodo del declino ebbero luogo diversi cambi di formazione. La band si mise originariamente al lavoro per comporre un eventuale terzo album, ma optarono poi per interrompere il progetto quando McMurtry decise di dedicarsi ad altra attività. La frammentazione della formazione continuò quanto il chitarrista Steve Malone rinunciò al progetto a causa delle pressioni degli show e del lavoro in studio, non vedendo dei nuovi sbocchi per la band che aveva tanto faticato a far emergere. I membri rimanenti continuarono per un breve periodo a suonare ad alcuni a Nashville, arruolando immediatamente il chitarrista Travis Hall, che Ruhl aveva conosciuto da quando egli aveva 14 anni, e con cui aveva composto del materiale da circa due anni prima. Ma poco dopo anche Phipps abbandonò la formazione. McMurty tornò nel 1998 con una band chiamata The Forty-Fives. Ruhl, che non aveva mai sciolto il progetto ufficialmente, rimase così l'unico membro sopravvissuto e tornò con una nuova incarnazione degli Every Mother's Nightmare, che includeva i chitarristi Travis Hall e Jeff Caughron, il bassista Troy Fleming, ad il batterista Kris Beavers. Sarà appena nel 2000 che avverrà la pubblicazione del terzo disco Smoking Delta Voodoo, grazie ad un contratto con la Perris Records. Ma il gruppo dovrà aspettare fino a metà 2001 prima di iniziare i tour. Sarà proprio durante quell'anno che pubblicheranno la raccolta di brani inediti Back Traxx. Con questo nuovo inizio, Ruhl volle mantenere in ogni caso il vecchio sound con cui la band era stata conosciuta. L'anno successivo vedrà la luce Deeper Shade of Grey, disco dalle sonorità più moderne con influenze alternative rock. Poco tempo dopo il gruppo vede il ritorno del vecchio batterista Jim Phipps. Gli EMN iniziarono alcuni tour come headliner negli Stati Uniti nell'estate 2002 partecipando al Revolution venue a Parma, Ohio il 12 luglio. Quell'anno venne pubblicato il live album Live Songs from Somewhere che includeva le reinterpretazioni "Saturday Night Special" dei Lynyrd Skynyrd e "I'm Eighteen" di Alice Cooper. La band continuò i tour statunitensi nel 2005 con gli XYZ in gennaio e febbraio al "Revived In '05 tour".

## Formazione

### Formazione attuale
- Rick Ruhl - voce
- Travis Hall - chitarra
- Jeff Caughron - chitarra
- Troy Flemming - basso
- Jim Phipps - batteria

### Ex componenti
- Steve Malone - chitarra
- Mark McMurtry - basso
- Kris Beavers - batteria

## Discografia
Album in studio
- 1990 - Every Mother's Nightmare
- 1993 - Wake Up Screaming
- 2000 - Smokin' Delta Voodoo
- 2002 - Deeper Shade of Grey

Live
- 2002 - Live Songs from Somewhere

Raccolte
- 2001 - Back Traxx